# Charango
A charango (kiejtése kb. „csárángo”) kis gitárra emlékeztető húros, pengetős hangszer, elsősorban Dél-Amerika andoki vidékein használt népi zeneszerszám. Létezik egy kisebb, magasabbra hangolt változata, a walaycho (kiejtése kb. „uálájcso”), és egy mélyebb, testesebb, ennek neve ronroco (kiejtése kb. „ronroko”).

## Leírása

### Tető
Hagyományosan duplán ívelt, gitárszerű körvonala van, de főleg újabban sokféle más, akár sokszögletű formát is ölthet. A tetőn a régi gitároknál, lantoknál megszokott vékony, csomózásos rendszerű húrláb, fölötte kerek hanglyuk található. Jellemző a gazdag berakásos díszítés.

### Nyak
A fogólap bundozott, kis mértékben a tető fölé emelkedik. Az apró testhez képest a nyak és a lapos hangolófej vaskosnak tűnik, öt dupla húrnak kell, hogy helyet adjon. A hangolás eredetileg fakulcsokkal, újabban mechanikus húrgépekkel történik.

### Test
Sokféle anyagból, sokféle formában készülhet. Peruban gitárhoz hasonló módon hajlított kávával, lapos háttal fordul elő, Bolíviában a legjellemzőbb típus az, amelynek teste a quirquincho nevű, a tatuval rokon emlősállat csontpáncéljából készül. Létezik egy darab fából kivájt, monoxilitikus hangszertest is, ennek formája a quirquincho ívelt formáját követi, a legjobb hangú és legtartósabb hangszerek így készülnek. Ezek anyaga leggyakrabban a soto mara nevű vörös színű keményfa.

### Húrozás
Eredetileg bélhúrokat, manapság nylon húrokat, vagy horgászzsinórt használnak. Ritkán előfordulnak fémhúrok is.
Hangolása:
- g'g' – c"c" – e"e' – a'a' – e"e"

A húrpárok hangmagassága balról jobbra haladva nem egyfolytában emelkedő, hanem a középső húrnál megbicsaklik, majd újra emelkedik. Így a hangszer ritmikus, akkordozós játékmódnál tömör, világos hangzásképet ad, dallamok játszásakor pedig olyan játéktechnikát tesz lehetővé, ami a hárfa hangzásvilágát idézi, tehát az egymás utáni hangok egymásba úsztathatók.

## A hangszercsalád

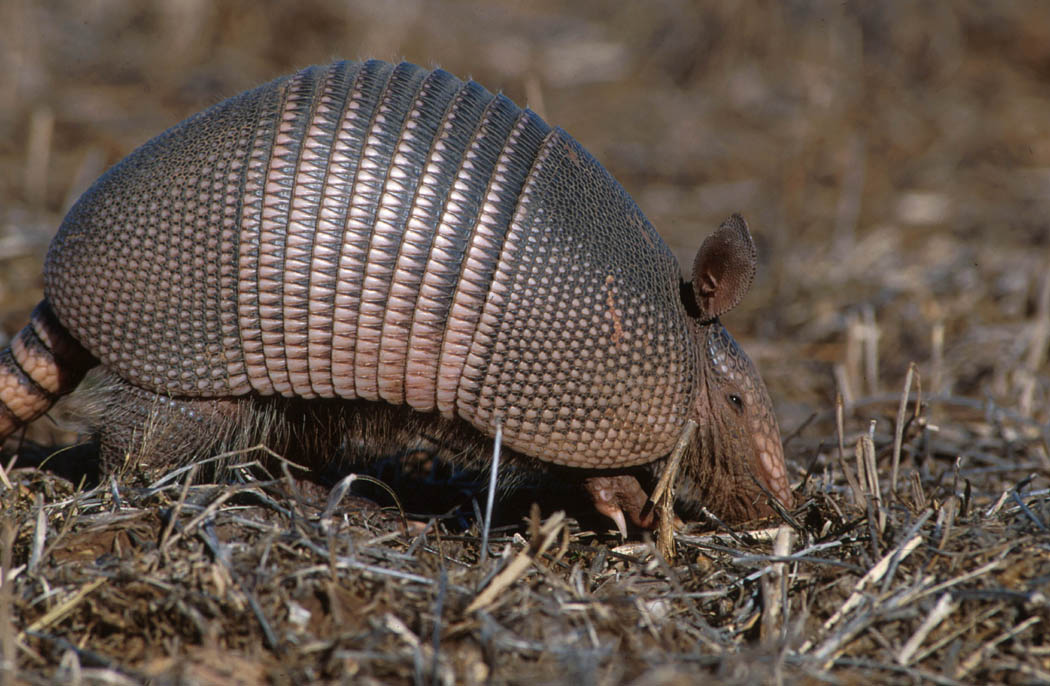
Tatu a természetben...

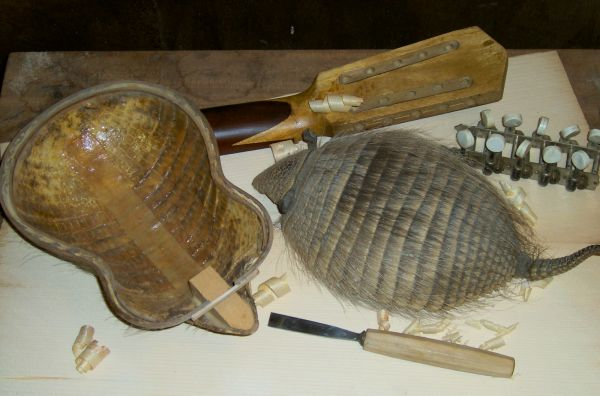
...és a hangszerész műhelyében

A charango nemcsak egy hangszer, de egyben egy hangszercsalád elnevezése is, melynek tagjai méreteikben, hangolásukban különböznek.
| név       | menzúra | hangolás                         |
| --------- | ------- | -------------------------------- |
| Walaycho  | 230 mm  | c"c" – f"f" – a"a' – d"d" – a"a" |
| Charango  | 360 mm  | g'g' – c"c" – e"e' – a'a' – e"e" |
| Ronroco   | 440 mm  | g'g – c"c' – e'e' – a'a' – e'e'  |
| Charangón | 440 mm  | d'd' – g'g' – h'h – e'e' – h'h'  |

## Története

### Eredete
A régi amerikai civilizációkban a húros hangszerek ismeretlenek voltak, a charango mintájául szolgáló hangszer bizonyára a spanyol hódítók által használt vihuela, vagy inkább az öt húrpárral randelkező későbbi barokk gitár lehetett. Az egykor ezüstbányáiról híres Potosí vidékén jelent meg először, kezdetben gitárszerű kávás testtel épült, majd a fában szegény hegyvidéken egyéb építési anyagok is előtérbe kerültek, mint például a quirquincho nevű övesállat páncélja. Az Andok kecsuák és ajmarák által lakott vidékein terjedt el, elsősorban a meszticek és az indián őslakosok között.

### Hangszer és politika
A hatvanas évek második felétől lépett ki a hangszer megszokott népi közegéből, kapott különös jelentőséget, vált Dél-Amerikán kívül is ismertté. Fiatal baloldali diákok és értelmiségiek ekkor fedezték fel maguknak az andokbeli népzenét, és vált ez a kultúra identitástudatuk részévé. Az indián népzene és hangszerei ettől kezdve társadalomkritikai, antikapitalista üzenetek hordozóivá, jelképeivé váltak, az ebben a stílusban írt dal, a „nueva canción” a néppel való politikai kommunikáció hatékony eszköze lett. Annyira, hogy Augusto Pinochet, mikor 1973-ban Chilében katonai puccsal hatalomra került, a charangót más népi hangszerekkel együtt egyszerűen betiltotta.

## A hangszer oktatási anyaga magyar nyelven
Magyar nyelven 2020 végén megjelent „Charangó mindenkinek" címen charango tankönyv, melyet Hector Soto chilei zenepedagógus és charangista oktatási anyagából állítottak össze a szerző engedélyével. A mű eredeti címe „Charango para todos”, melyet egy weblap anyaga is támogat, valamint ugyanilyen néven egy YouTube csatornára rögzített videóanyaggal segítik a tanulást. Ezen anyagok segítségével egy zenéhez értő és gitár előtanulmányokkal rendelkező érdeklődő is meg tudja tanulni a charango kezelését. 

## A charango mesterei
- Mauro Núñez (Bolívia, 1902–1973)
- Ernesto Cavour (Bolívia)
- Hector Soto (Chile)
- Jaime Torres (Argentina)
- Mauro Núñez (Bolivia)
- Ernesto Cavour Aramayo (Bolivia)
- Eddy Navia (Bolivia)
- Jorge Milchberg (Argentina)
- Klarken Orosco (Bolivia)
- Gastón Ávila (Chile)
- Horacio Duran (Chile)
- Alberto Arteaga (Bolivia)
- Gustavo Santaolalla (Argentína)